# 浅間園
浅間園（あさまえん）は、群馬県吾妻郡嬬恋村大字鎌原に位置する長野原町立の公園である。鬼押出しの奇勝を遊覧する施設として、設置されている。以前は長野原町の観光施設事業として地方公営企業法が適用されていたが、現在は地方自治法第244条の2第1項に基づき公の施設として管理されている。条例に基づく名称は長野原町営浅間園。施設が嬬恋村に所在するのに長野原町立であるの理由は、現地が長野原町の町有地であるため。このため、条例においても所在地が「嬬恋村大字鎌原字モロシコ1,053番地26」と明記されているにもかかわらず、HPの所在地は「〒377-1405　群馬県吾妻郡長野原町北軽井沢」と表示されている。なお〒377-1405は長野原町北軽井沢の番号ではなく、嬬恋村大字鎌原字モロシコの番号である。1963年8月開設。

## 概要

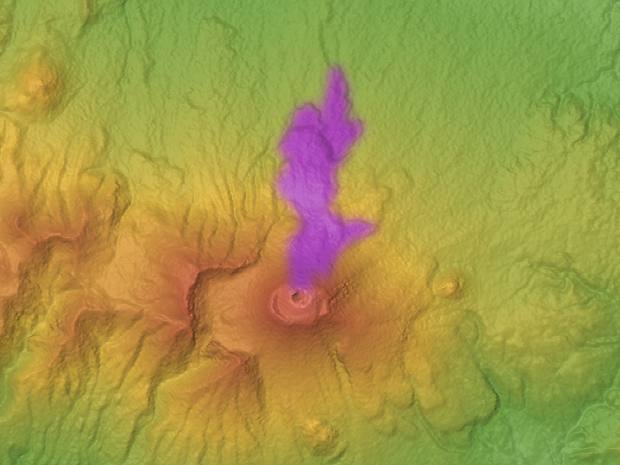
鬼押出し溶岩流の範囲

鬼押出しは、1783年8月5日（天明3年7月8日）におきた浅間山の天明大噴火の際に噴出した溶岩流が凝固したものである（長さ5km・幅1〜2km・厚さ約30m）。浅間山の前掛山噴火口から短時間に流出した大量の溶岩が火口から5.5km（水平距離）、広さ6.8km2（分布面積）、推定体積1.7×108m3の規模で広がり、末端部では50m以上の厚さに達する塊状溶岩（主として安山岩）で構成されている。その姿がまるで鬼が押し出して作ったようだと言われた事から「鬼押出し」と命名されたといわれている。なお、英語でも「Onioshidashi lava flow」と表記されている。
鬼押出しの奇勝を遊覧する施設としては、北側に隣接して既に国土開発（のち「コクド」。西武鉄道グループ）が開発した鬼押出し園が所在していたが、重複する性格の施設が後発で設立された原因は、各地の観光開発で国土開発に対抗していた東京急行電鉄と東急観光、そして東急傘下にあった草軽電気鉄道が、北軽井沢の観光開発の見地から、現地に町有地を持っていた長野原町と提携したものである。いわば同時期の「箱根山戦争」の浅間山麓版が自治体ぐるみで展開されたと言える。一時は国土開発と長野原町が有料道路用地等の問題で紛争に至っており（のち和解）、隣接施設でありながら、それぞれに直結する連絡道路には相手方からはアクセスできない時期もあった。
このような経緯もあり浅間園は、隣接する鬼押出し園について一般には言及せず、公式には特段の案内も行っていない。これは鬼押出し園の側も同様である。なお鬼押出し付近を通る公共交通機関は以前は西武観光バス（旧・西武高原バス）のみで、もよりの同社のバス停留所「鬼押出し園」となるが、浅間園のHPのアクセス案内では記載がない。
園内には浅間山と火山の資料を集めた「浅間火山博物館」が設置されていたが、2021年閉館した（1967年創立）。1955年に近くで行われた第1回全日本オートバイ耐久ロードレースを記念して設置されたオートバイの資料館である「浅間記念館」が園内にあったが2021年4月に長野原町大字北軽井沢字砂塚2032番地23に所在する長野原町浅間牧場売店施設内に移転し、管理上も長野原町浅間記念館の設置及び管理に関する条例により管理されている。旧浅間記念館の施設は改修して浅間山北麓ビジターセンターが設置されている。他にキャンプ場などが併設されている。